# Joke (travhäst)
Joke, född 18 juli 2019, är en fransk varmblodig travhäst. Hon tränas av Jean-Michel Baudouin och körs av Gabriele Gelormini.
Joke började tävla 2021 och inledde med två galopper och tog därefter sin första seger i tredje starten. Hon har hittills sprungit in 178 950 euro på 15 starter varav 4 segrar, 3 andraplatser och 1 tredjeplats. Hon har tagit karriärens hittills största seger i Prix Aschera (2022) samt kommit på andraplats i Prix Masina (2022) och Prix Ozo (2022) samt på tredjeplats i Critérium des Jeunes (2022).

## Statistik
| Statistik för Joke (Ref.) | Statistik för Joke (Ref.) | Statistik för Joke (Ref.) | Statistik för Joke (Ref.) | Statistik för Joke (Ref.) | Statistik för Joke (Ref.) |
| ------------------------- | ------------------------- | ------------------------- | ------------------------- | ------------------------- | ------------------------- |
| Starter                   | Placeringar               | Startprissumma            | Segerprocent              | Platsprocent              | Rekord                    |
| 15                        | 4-3-1                     | 178 950 euro              | 27 %                      | 53 %                      | 1.13,2ak,                 |

### Större segrar
| År   | Lopp         | Kusk               | Vinstbelopp | Grupp   |
| ---- | ------------ | ------------------ | ----------- | ------- |
| 2022 | Prix Aschera | Gabriele Gelormini | 31 500 EUR  | Grupp 3 |

### Starter
| Nr | Datum             | Lopp                          | Bana                 | Kusk                 | Tid     | Distans | Plac. | Vinstbelopp |
| -- | ----------------- | ----------------------------- | -------------------- | -------------------- | ------- | ------- | ----- | ----------- |
| -  | 21 juni 2021      | Kvallopp                      | Laval                | Louis Baudouin       | 1.18,9a | 2 040 m | gdk   | 0 euro      |
| 1  | 21 augusti 2021   | Prix du Credit Mutuel Ocean   | Les Sables d'Olonnes | Louis Baudouin       | Da      | 2150 m  | Da    | 0 euro      |
| 2  | 5 september 2021  | Prix Servent Parcs et Jardins | Rambouillet          | Louis Baudouin       | Da      | 2 000 m | Da    | 0 euro      |
| 3  | 12 september 2021 | Prix Bellino ll               | Chateaubriant        | Jean-Michel Baudouin | 1.18,1a | 2 400 m | 1     | 5 400 euro  |
| 4  | 23 november 2021  | Prix Polyxo                   | Vincennes            | Éric Raffin          | 1.17,0a | 2 850 m | 1     | 12 150 euro |
| 5  | 30 november 2021  | Prix des Giroflees            | Vincennes            | Éric Raffin          | Da      | 2 100 m | Da    | 0 euro      |
| 6  | 31 december 2021  | Prix de Chatellerault         | Vincennes            | Éric Raffin          | 1.17,3a | 2 700 m | 1     | 19 800 euro |
| 7  | 22 januari 2022   | Prix des Maisons-Laffitte     | Vincennes            | Éric Raffin          | 1.14,9a | 2 175 m | 2     | 12 500 euro |
| 8  | 20 februari 2022  | Critérium des Jeunes          | Vincennes            | Gabriele Gelormini   | 1.14,8a | 2 700 m | 3     | 28 000 euro |
| 9  | 22 april 2022     | Prix Aschera                  | Vincennes            | Gabriele Gelormini   | 1.13,5a | 2 100 m | 1     | 31 500 euro |
| 10 | 13 maj 2022       | Prix Masina                   | Vincennes            | Gabriele Gelormini   | 1.16,7a | 2 700 m | 2     | 30 000 euro |
| 11 | 31 maj 2022       | Prix Ozo                      | Vincennes            | Gabriele Gelormini   | 1.14,8a | 2 175 m | 2     | 30 000 euro |
| 12 | 26 juni 2022      | Prix Albert-Viel              | Vincennes            | Gabriele Gelormini   | 1.13,7a | 2 700 m | 9     | 0 euro      |
| 13 | 20 augusti 2022   | Prix Reine du Corta           | Vincennes            | Gabriele Gelormini   | 1.13,2a | 2 175 m | 4     | 9 600 euro  |
| 14 | 3 september 2022  | Prix Annick Dreux             | Vincennes            | Gabriele Gelormini   | Da      | 2 700 m | Da    | 0 euro      |
| 15 | 18 september 2022 | Critérium des 3 ans           | Vincennes            | Gabriele Gelormini   | 1.13,7a | 2 700 m | 8     | 0 euro      |